# Prix du livre tchèque
 (octobre 2013).
Le Livre tchèque est un prix littéraire tchèque, à dimension internationale, géré par une association indépendante siégeant à Prague. Les Centres tchèques à Madrid, à Vienne, à Sofia et à Paris participent à son organisation. Depuis 2013, le projet est parrainé par le Ministère de la Culture tchèque.

## Prix du Livre tchèque
Attribué pour la première fois au printemps 2012, il récompense tous les ans une nouveauté littéraire de langue tchèque, publiée au cours de l’année précédente par un éditeur du pays. Son jury de sept membres est composé d’académiciens, de traducteurs littéraires et de libraires. L’institut d’« observateurs mondiaux » du prix sert à promouvoir les livres gagnants auprès des éditeurs étrangers intéressés par la littérature tchèque contemporaine. Plus d’une vingtaine d’éditeurs de huit pays et de deux continents bénéficient à présent du statut d’observateur du prix. Le lauréat reçoit la récompense financière d’un montant de 35 000 couronnes tchèques.

## Livre tchèque des lycéens
Le Livre tchèque des lycéens a été précédé par un prix des lecteurs ; décerné pour la première fois en 2013, il associait plusieurs médias tchèques au vote. En 2017, il a été remplacé par Le Livre tchèque des lycéens.

## Lauréats

### 2012
- Vladimír Binar : Číňanova pěna (« La Mousse du Chinois ») ; La Mousse du Chinois a été publiée en traduction française en 2014 (Editions Non Lieu)[2].

### 2013
- Prix principal : Jakuba Katalpa (cz} : Němci (« Allemands »),  (ISBN 978-80-7294-682-2) ; traductions en allemand, bulgare et slovène [3]
- Prix des lecteurs : Kateřina Tučková (en) : Žítkovské bohyně (« Les Déesses de Žítková »),  (ISBN 978-80-7294-528-3)

### 2014
- Prix principal : Jan Němec (cz) : Dějiny světla (« Histoire de la lumière »),  (ISBN 978-80-7294-962-5)
- Prix des lecteurs : Věra Nosková, Proměny (« Changements »),  (ISBN 978-80-87373-38-5)

### 2015
- Prix principal : Matěj Hořava: Pálenka (« Eau-de-vie ») ,  (ISBN 978-80-7491-404-1)
- Prix des lecteurs : David Vaughan: Slyšte můj hlas (« Ecoutez ma voix »),  (ISBN 978-80-87530-42-9)

### 2016
- Prix principal : Markéta Baňková: Maličkost. Romance z času genetiky (« Bagatelle. Romance des temps de la génétique »),  (ISBN 978-80-257-1673-1)
- Prix des lecteurs : Tomáš Šebek: Mise Afghánistán (« Mission Afghanistan »),   (ISBN 978-80-7432-656-1)

### 2017
- Prix principal : Jiří Hájíček : Dešťová hůl (« Bâton de pluie »),  (ISBN 978-80-7491-773-8)
- Livre tchèque des lycéens : Bianca Bellová : Jezero (« Le Lac »),   (ISBN 978-80-7491-771-4)

### 2018
- Prix du Livre tchèque et Livre tchèque des lycéens : Alena Mornštajnová : Hana,  (ISBN 978-80-7491-940-4)

### 2019
- Prix principal : Anna Cima : Probudím se na Šibuji (« Je vais me réveiller à Shibuïa ») ,  (ISBN 978-80-7432-912-8)
- Prix des lecteurs : Jan Štifter : Sběratel sněhu (« Collectionneur de neige »),  (ISBN 978-80-742-9984-1)

### 2020
- Prix principal : Bianca Bellová : Mona,  (ISBN 978-80-7577-962-5)
- Prix des lecteurs : Jana Poncrarová : Eugenie : Příběh české hoteliérky (« Eugénie : L'Histoire d'une maîtresse d'hôtel tchèque »),  (ISBN 978-80-267-1651-8)